# Art rupestre de Huashan
L'art rupestre de Huashan (chinois simplifié : 花山岩画 ; chinois traditionnel : 花山岩畫 ; pinyin : Huāshān shí huà) est un vaste ensemble  de peintures rupestres sur la falaise de Huashan, dans le Guangxi (sud de la Chine). La falaise est située sur la rive ouest de la rivière Ming, un affluent de la rivière Zuo. La zone où se situent les peintures fait partie de la réserve naturelle de Nonggang, qui se situe sur le territoire de la ville de Yaoda, dans le comté de Ningming. Le 15 juillet 2016, lors de la 40e session du Comité du patrimoine mondial, l'art rupestre de Huashan a été classé comme le 49e site chinois du patrimoine mondial de l'UNESCO, sous le nom de Paysage culturel de l’art rupestre de Zuojiang Huashan.

## Descriptif
La zone principale où se trouvent les peintures se situe le long d’une falaise d’une largeur d'environ 170 m et d’une hauteur d'environ 40 m. C'est l'une des plus grandes peintures rupestres de Chine. Les peintures sont situées entre 30 et 90 m au-dessus du niveau de la rivière. La zone principale contient autour de 1 900 peintures réparties en environ 110 groupes. Les peintures de couleur rouge ont été exécutées en utilisant un mélange d'ocre rouge (hématite), de colle d'origine animale et de sang. Elles représentent des figures humaines, des animaux, ainsi que des tambours en bronze, des couteaux, des épées, des cloches et des navires. Les peintures humaines mesurent généralement entre 60 et 150 cm de  haut, mais une peinture atteint les trois mètres de haut.

## Datation
Une datation récente au carbone 14 suggère que les peintures les plus anciennes datent d’il y a environ 16 000 ans, alors que les plus récentes ont environ 690 ans. La période de leurs créations s'étend de la période des Royaumes combattants à la fin de la dynastie Han. Beaucoup de peintures sont censées illustrer la vie et les rituels du peuple Luo Yue, qui constituerait les ancêtres du peuple Zhuang actuel et qui habitait la vallée de la rivière Zuo à cette période.

## Musée
Une exposition au Musée de la minorité ethnique Zhuang de la ville de Chongzuo (崇左 市 壮族 博物馆) est consacrée à l'histoire et à l'interprétation de ces peintures.